# Adharbayjan
Adharbayjan fue una provincia omeya y abasí que se estableció en el actual Azerbaiyán iraní.

## Superprovincia

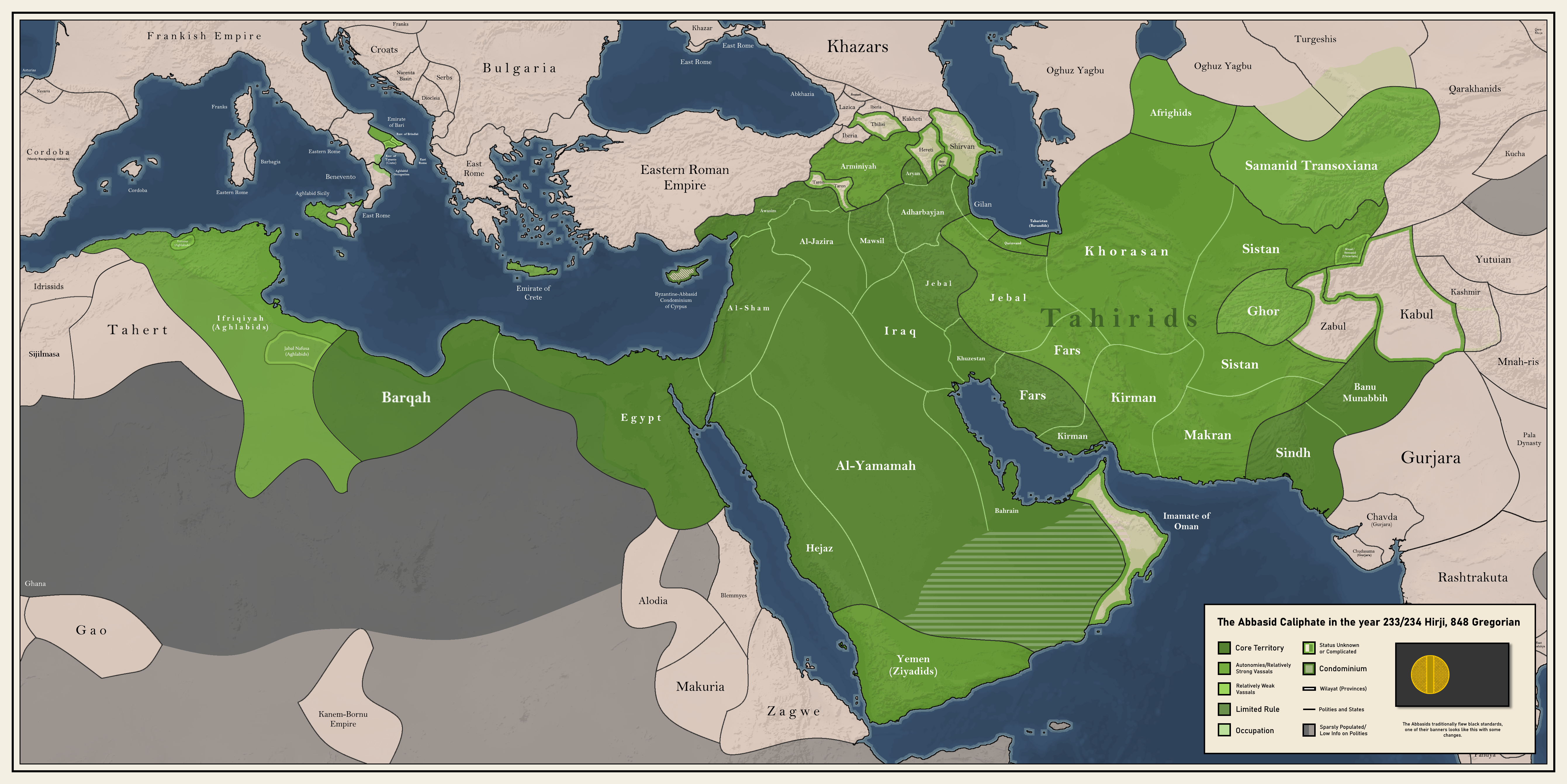
División administrativa del califato abasí, en la cual se puede apreciar la provincia de Adharbayjan al sureste de Armenia

Durante la mayor parte el periodo Omeya la región tendió a ser manejada junto al Emirato de Armenia y jazira como una superprovincia, pero esto desapareció durante el comienzo del Califato abasí.

## Disolución
La provincia desapareció alrededor del año 889 por la independencia de la dinastía sayi pero en el año 929 la región es conquistada nuevamente por los abasíes, pero en el 944 la región es liberada por los saláridas.

## Nombre
Se cree que el nombre Adharbayjan dio lugar el nombre moderno de Azerbaiyán